# Duque de Barcelos

Armas de D. Nuno Álvares Pereira, 1.º conde hereditário de Barcelos.

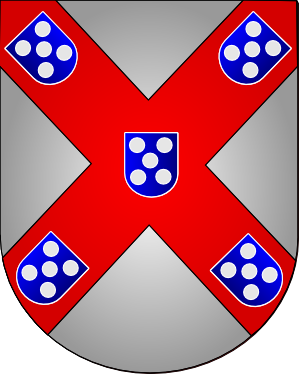
Armas de D. Afonso I de Bragança, 2.º conde hereditário de Barcelos.

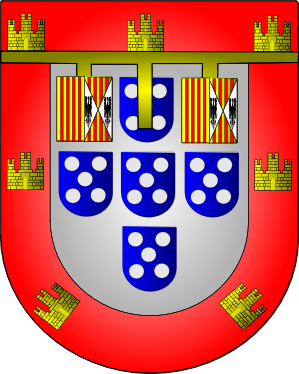
Armas de D. Jaime I de Bragança, 5.º conde hereditário de Barcelos.

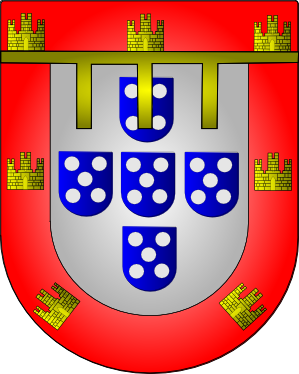
Armas do Príncipe D. Teodósio, 2.º duque de Barcelos.

Duque de Barcelos foi um título criado pelo Rei D. Sebastião de Portugal, por carta de 5 de Agosto de 1562 a favor de D. João de Bragança, futuro 6.º Duque de Bragança. Este título substituiu o de Conde de Barcelos e destinava-se a ser atribuído aos herdeiros presuntivos da Casa de Bragança, ou seja, os filhos primogénitos dos Duques de Bragança. Depois da Restauração de 1640 e a consequente subida dos Bragança ao trono português, o título de Duque de Barcelos continuou a ser atribuído ao herdeiro do Ducado de Bragança, que simultaneamente passou a ser o segundo na linha de sucessão à coroa.
O título de Conde de Barcelos tinha sido originalmente instituído em favor de João Afonso de Meneses, por carta do rei Dinis de Portugal de 8 de Maio de 1298. Como então o título tinha uma função administrativa e não era ainda uma dignidade hereditária, entre os seis primeiros condes, apenas quatro pertenceram à família dos Teles de Meneses (da qual sairia, mais tarde, a rainha D. Leonor Teles); porventura um dos mais célebres representantes da casa condal foi o filho bastardo do Rei D. Dinis, D. Pedro Afonso, trovador célebre e que foi o terceiro conde do título (c. 1312-1354). Com a morte do sexto conde, João Afonso Telo, irmão de Leonor Teles, que apoiara Castela na crise de 1383-1385, o título passou para o Condestável de Portugal, D. Nuno Álvares Pereira, tornando-se hereditário. D. Nuno Álvares Pereira, alguns anos volvidos, doou-o ao genro, D. Afonso, filho bastardo do rei D. João I de Portugal. Desde então o título tem estado associado ao Ducado de Bragança.

## Condes não-hereditários de Barcelos
1. João Afonso Teles de Meneses, filho de Rodrigo Anes de Meneses — filho de João Afonso Telo de Meneses, 2.º senhor de Albuquerque e de Elvira Gonçalves Girão — e de Teresa Martins de Soverosa, casou-se com Teresa Sanches, filha bastarda de Sancho IV de Leão e Castela
2. Martim Gil de Sousa, casou com Violante Sanches, filha de João Afonso Teles de Meneses, 1.º conde de Barcelos, e de sua esposa Teresa Sanches.
3. Pedro Afonso
4. João Afonso Telo de Meneses, 1.º conde de Ourém
5. Afonso Telo de Meneses, 5.º conde de Barcelos
6. João Afonso Telo, 6.º conde de Barcelos, irmão de Leonor Teles
7. Nuno Álvares Pereira

## Condes hereditários de Barcelos
1. D. Nuno Álvares Pereira
2. D. Afonso, depois 1.º Duque de Bragança
3. D. Fernando I de Bragança, 2.º Duque de Bragança
4. D. Fernando II de Bragança, 3.º Duque de Bragança
5. D. Jaime I de Bragança, 4.º Duque de Bragança
6. D. Teodósio I de Bragança, 5.º Duque de Bragança

## Duques de Barcelos
1. D. João de Bragança, depois 6.º Duque de Bragança
2. D. Teodósio de Bragança, depois 7.º Duque de Bragança
3. D. João de Bragança, depois 8.º Duque de Bragança e Rei D. João IV
4. D. Teodósio de Bragança, depois 9.º Duque de Bragança e Príncipe do Brasil
5. D. Afonso de Bragança, depois 10.º Duque de Bragança e Rei D. Afonso VI
6. D. João de Bragança, depois 11.º Duque de Bragança e Rei D. João V
7. D. José de Bragança, depois 12.º Duque de Bragança e Rei D. José I
8. D. Maria Francisca de Bragança, depois 13.ª Duquesa de Bragança e Rainha D. Maria I
9. D. José de Bragança, depois 14.º Duque de Bragança e Príncipe do Brasil
10. D. Pedro de Alcântara de Bragança, depois 15.º Duque de Bragança, Imperador do Brasil e Rei D. Pedro IV
11. D. Maria da Glória de Bragança, depois 16.ª Duquesa de Bragança e Rainha D. Maria II
12. D. Pedro de Bragança, depois 17.º Duque de Bragança e Rei D. Pedro V
13. D. Carlos de Bragança, depois 18.º Duque de Bragança e Rei D. Carlos I
14. D. Luís Filipe de Bragança, depois 19.º Duque de Bragança e Príncipe Real de Portugal